# 小行星31458
小行星31458（31458 Delrosso）是一颗绕太阳运转的小行星，为主小行星带小行星。该小行星于1999年2月15日发现。

## 轨道参数
小行星31458的轨道半长轴为2.6417464 UA，离心率为0.172。